# Alborosie
Alborosie   (Marsala, 4 de juliol de 1977) és un cantant de reggae italià considerat «l'ambaixador italià del reggae».

## Trajectòria
Tot i néixer a Marsala, Alberto d'Ascola resideix a Kingston, la capital de Jamaica. La seva carrera musical va començar a la ciutat de Bèrgam l'any 1993: quan tenia 15 anys es va unir al grup Reggae National Tickets i era conegut amb el sobrenom de Stena.
El 2001, Alborosie va decidir iniciar la seva carrera en solitari i es va traslladar a Jamaica per estar a prop de les arrels de la música reggae i la cultura rastafari. Allà va començar a treballar com a enginyer de so i productor musical. Ha treballat amb artistes com Gentleman i Ky-Mani Marley El seu primer disc en solitari es va anomenar Soul Pirate, i inclou senzills com «Rastafari Anthem», «Kingston Town» i «Call Up Jah», i el va publicar amb el seu propi segell discogràfic, Forward Recordings.
L'estiu de 2009, va publicar el seu segon àlbum amb el títol d'Escape from Babylon amb Greensleeves Records. L'agost de 2008 Alborosie va tocar al Festival de Reggae d'Uppsala. Després de publicar el seu primer àlbum de música dub, Dub Clash, l'any 2010, i el seu tercer àlbum, 2 Times Revolution, Alborosie es va convertir el 2011 en el primer artista blanc a guanyar un premi MOBO.
Alborosie va llançar el seu quart àlbum, Sound The System, amb Greensleeves Records el 2013, seguit d'una versió dub, Dub the System, el 2013 també a Greensleeves Records. El 2014 va publicar Specialist Presents Alborosie & Friends, una col·lecció de col·laboracions amb altres artistes de reggae. L'àlbum va entrar a la llista Billboard Top Reggae Albums a la 7a posició.
El maig de 2016, el cinquè àlbum d'Alborosie, Freedom & Fyah, es va publicar a VP Records. A finals del 2016, Evolution Music Group va publicar el seu primer àlbum Soul Pirate en versió acústica. També va publicar el seu sisè àlbum d'estudi, The Rockers, el 24 d'agost de 2016.
El seu setè àlbum d'estudi del 2018, Unbreakable: Alborosie Meets The Wailers United va assolir el sisè lloc de la llista Billboard Reggae Albums. Alborosie va col·laborar amb Roots Radics a l'àlbum del 2019 Alborosie Meets the Roots Radics: Dub for the Radicals. El 4 de juny de 2021, Alborosie va publicar el seu vuitè àlbum d'estudi titulat In The Culture.

## Discografia

### Àlbums d'estudi en solitari
| Any  | Àlbum                                           | Discogràfica                  |
| ---- | ----------------------------------------------- | ----------------------------- |
| 2008 | Soul Pirate                                     | Self-produced                 |
| 2009 | Escape From Babylon                             | Greensleeves Records          |
| 2011 | 2 Times Revolution                              | Greensleeves Records          |
| 2013 | Sound The System                                | VP Records                    |
| 2016 | Freedom & Fyah                                  | VP Records                    |
| 2016 | The Rockers                                     | The Saifam Group/Get Up Music |
| 2018 | Unbreakable: Alborosie Meets the Wailers United | VP Records                    |
| 2021 | For The Culture                                 | VP Records                    |
| 2023 | Destiny                                         | VP Records                    |

### Àlbums de dub
| Any  | Àlbum                                                  | Discogràfica         |
| ---- | ------------------------------------------------------ | -------------------- |
| 2010 | Dub Clash                                              | J.D.F.               |
| 2013 | Dub The System                                         | Greensleeves Records |
| 2015 | Alborosie Meets King Jammy: Dub of Thrones             | Greensleeves Records |
| 2017 | Freedom In Dub                                         | VP Records           |
| 2019 | Alborosie Meets the Roots Radics: Dub For The Radicals | VP Records           |
| 2021 | Back-A-Yard Dub                                        | VP Records           |

### Amb Reggae National Tickets
- Squali (1996)
- Un affare difficile (1997)
- Lascia un po' di te (1998)
- La Isla (1999)
- Roof Club (2000)